# Jegłowa (przystanek kolejowy)
Jegłowa – nieistniejący przystanek osobowy na zlikwidowanej linii kolejowej nr 321 Grodków Śląski – Głęboka Śląska, w miejscowości Jegłowa, w województwie dolnośląskim, w powiecie strzelińskim, w gminie Przeworno, w Polsce.